# Năng lượng ở Nhật Bản
Năng lượng ở Nhật Bản nói đến việc sản xuất, tiêu thụ, và xuất nhập khẩu năng lượng và điện ở Nhật Bản. Tiêu thụ năng lượng chính của cả nước này là 477,6 Mtoe trong năm 2011, giảm 5% so với năm trước.
Đất nước Nhật Bản thiếu đáng kể trữ lượng nội địa của nhiên liệu hóa thạch, ngoại trừ than, và phải nhập một lượng lớn dầu thô, khí thiên nhiên, và các nguồn năng lượng khác, bao gồm cả uranium. Nhật Bản dựa trên việc nhập khẩu dầu mỏ để đáp ứng 42% năng lượng của nước này trong năm 2010.
Nhật Bản cũng là đất nước đầu tiên nhập khẩu than trong năm 2010, với 187 tấn (khoảng 20% tổng sản lượng than nhập khẩu của toàn thế giới), và là nước đầu tiên nhập khẩu khí đốt tự nhiên với 99 tỷ mét khối (12.1% của tổng sản lượng nhập khẩu khí thiên nhiên toàn cầu).
Trong khi trước đây Nhật Bản dựa trên năng lượng hạt nhân để đáp ứng 1/4 năng lượng điện cần thiết, sau  thảm họa hạt nhân năm 2011 tại nhà máy điện Fukushima tất cả các lò phản ứng hạt nhân đã dần dần đóng cửa vì lý do an toàn. Lò phản ứng số 3 của nhà máy điện hạt nhân Ōi cuối cùng đã được khởi động lại vào ngày 2 tháng 7 năm 2012. Tại thời điểm tháng 1 năm 2013 hầu hết các thành phố có nhà máy điện hạt nhân nói rằng họ sẽ khởi động lại nhà máy nếu chính phủ có thể đảm bảo vận hành chúng an toàn.

## Tổng quan
| Năng lượng ở Nhật Bản | Năng lượng ở Nhật Bản | Năng lượng ở Nhật Bản | Năng lượng ở Nhật Bản | Năng lượng ở Nhật Bản | Năng lượng ở Nhật Bản | Năng lượng ở Nhật Bản |
| Capita | Năng lượng thô        | Sản xuất              | Nhập khẩu             | Điện                  | Thoát khí CO2         |                       |
| Triệu | TWh                   | TWh                   | TWh                   | TWh                   | Mt                    |                       |
| --- | --------------------- | --------------------- | --------------------- | --------------------- | --------------------- | --------------------- |
| 2004 | 127.7                 | 6,201                 | 1,125                 | 5,126                 | 1,031                 | 1,215                 |
| 2007 | 127.8                 | 5,972                 | 1,052                 | 5,055                 | 1,083                 | 1,236                 |
| 2008 | 127.7                 | 5,767                 | 1,031                 | 4,872                 | 1,031                 | 1,151                 |
| 2009 | 127.3                 | 5,489                 | 1,091                 | 4,471                 | 997                   | 1,093                 |
| 2010 | 127.4                 | 5,778                 | 1,126                 | 4,759                 | 1,070                 | 1,143                 |
| 2012 | 127.8                 | 5,367                 | 601                   | 4,897                 | 1,003                 | 1,186                 |
| 2012R | 127.6                 | 5,260                 | 329                   | 5,062                 | 989                   | 1,223                 |
| 2013 | 127.3                 | 5,288                 | 325                   | 5,082                 | 998                   | 1,235                 |
| Change 2004-10 | -0.2 %                | -6.8 %                | 0.0 %                 | -7.2 %                | 3.7 %                 | -5.9 %                |

GDP với năng lượng tiêu thụ, 1968-2012

| Mtoe = 11.63 TWh, Năng lượng thô bao gồm các tổn thất năng lượng, = 2/3 cho điện hạt nhân 2012R = Tiêu chí tính toán lượng CO2 thay đổi, số liệu cập nhật |                       |                       |                       |                       |                       |                       |

## Lịch sử

Sản xuất điện năng tại Nhật Bản, sắp xếp theo nguồn.

Sự tăng trưởng công nghiệp nhanh chóng của Nhật Bản kể từ khi kết thúc Thế chiến II đã làm tăng gấp đôi  lượng tiêu thụ năng lượng của quốc gia này mỗi năm cho đến tận những năm 1990. Trong khoảng thời gian tăng tốc từ năm 1960 đến năm 1972, tăng trưởng tiêu thụ năng lượng đã lớn nhanh hơn nhiều so với tăng trưởng GNP, tăng gấp đôi lượng tiêu thụ năng lượng toàn cầu của Nhật Bản. Năm 1976, với dân số chỉ chiếm 3% dân số thế giới, Nhật Bản đã tiêu thụ 6% năng lượng được cung cấp trên toàn cầu.
So với các quốc gia khác, điện năng ở Nhật Bản là tương đối đắt tiền, và vì việc ngừng sản xuất năng lượng hạt nhân sau trận động đất và thảm họa sóng thần tại Fukushima, giá của điện tại Nhật Bản đã tăng đáng kể.

## Điện

Bản đồ của mạng lưới phân phối điện tại Nhật Bản, cho thấy có sự không phù hợp giữa các hệ thống ở các khu vực khác nhau.

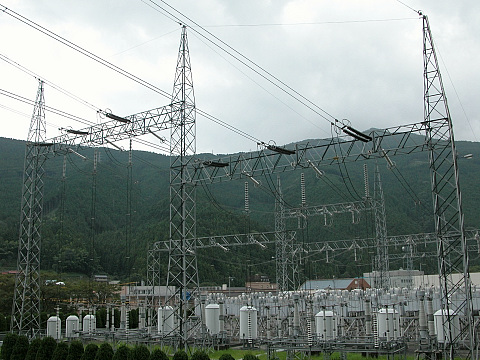
Trạm đổi tần số Sakuma

Trong năm 2008, Nhật Bản xếp hạng ba trên thế giới về sản xuất điện, chỉ sau Mỹ và Trung Quốc, với 1025 TWh sản xuất trong năm đó.
Tính trên điện năng mỗi đầu người tiêu thụ, một người dân Nhật trung bình tiêu thụ 8,459 kWh trong năm 2004 so với mức trung bình đầu người 14,240 kWh của người Mỹ. Theo đó Nhật Bản xếp hạng 18 về tiêu thụ điện giữa các quốc gia trên thế giới. Mức tiêu thụ điện năng trên đầu người tại Nhật tăng 21.8% từ năm 1990 đến năm 2004.
Nhật Bản có tổng công suất sản xuất điện tối đa trong năm 2010 là 282 GW, lớn thứ ba  thế giới, sau Mỹ và Trung Quốc. Tuy nhiên, sau các thiệt hại do trận động đất năm 2011, năng lực sản xuất điện được ước tính chỉ còn khoảng 243 GW vào giữa năm 2011.  Nhật là một trong những nước sử dụng năng lượng mặt trời lớn nhất thế giới, chiếm vị trí thứ tư sau Đức, Ý, và Trung Quốc. Với 53 lò phản ứng phát điện hạt nhân hoạt động trong năm 2009, năm đó Nhật Bản đứng thứ ba trên thế giới, sau Mỹ (104 lò phản ứng) và Pháp (59).
Gần một phần tư (24.93%) lượng điện được sản xuất từ các nhà máy hạt nhân, so với 76.18% của Pháp và 19.66% của Hoa Kỳ. Tuy nhiên, sau Động đất và sóng thần Tōhoku 2011 và sau sự cố nhà máy điện Fukushima I, tất cả các nhà máy điện hạt nhân đã ngừng hoạt động vào tháng 5 năm 2012 và Nhà máy điện hạt nhân Ōi đã được khởi động lại trong tháng 6 năm 2012. Vào ngày 11 tháng 8 năm 2015 và 1 tháng 11 năm 2015, hai lò phản ứng hạt nhân của Nhà máy điện hạt nhân Sendai cũng đã được khởi động lại.
Kể từ khi thảm họa Fukushima xảy ra, nhiều chính sách đã được thực hiện nhanh chóng nhằm tự do hóa thị trường cung cấp điện. Trong tháng 4 năm 2016 cá nhân trong nước và khách hàng doanh nghiệp nhỏ có thể chọn lựa nguồn cung cấp điện từ hơn 250 nhà cung cấp là các công ty bán điện. Ngoài ra, kinh doanh điện bán buôn trên Sàn giao dịch Điện lực Nhật Bản đã được khuyến khích.

### Điện lưới quốc gia
Không giống như hầu hết các nước công nghiệp khác, Nhật Bản không có điện lưới quốc gia duy nhất, mà có lưới điện phía đông và phía tây riêng biệt. Các điện áp tiêu chuẩn tại các cửa hàng điện là 100V, nhưng các lưới điện hoạt động ở tần số khác nhau: 50Hz ở Đông Nhật Bản và 60Hz ở Tây Nhật Bản.Các lưới được kết nối với nhau bằng 3 trạm biến đổi tần số (Higashi-Shimizu, Shin Shinano và Sakuma), nhưng các trạm trên chỉ có thể xử lý 1 GW. Một trạm biến đổi tần số khác ở Minami-Fukumitsu. 2011 Tohoku trận động đất và sóng thần dẫn đến 11 lò phản ứng đóng cửa với lượng điện năng mất đi là 9.7GW. Ba trạm biến đổi trên không có khả năng chuyển đủ điện từ hệ thống điện phía tây của Nhật Bản sang để giúp đỡ lưới điện phía đông.
Hai lưới điện ban đầu được các công ty khác nhau phát triển một cách độc lập. Tokyo Electric Light Co được thành lập vào năm 1883 và đã thiết lập hệ thống điện tại Nhật Bản. Năm 1885 nhu cầu điện đã phát triển đủ để TELCO đã mua thiết bị sản xuất điện từ AEG của Đức. Điều tương tự cũng xảy ra ở phần phía tây của Nhật Bản với General Electric là nhà cung cấp cho công ty Osaka Electric Lamp. Các thiết bị của GE sử dụng tiêu chuẩn Mỹ 60 Hz trong khi thiết bị AEG sử dụng tiêu chuẩn châu Âu là 50 Hz.